# マーズ (戦列艦・4代)
|          | |
| 艦歴     | |
| 発注:    | 1788年1月17日 |
| 建造:    | デットフォード工廠 |
| 進水:    | 1794年10月25日 |
| その後:  | 1823年解体 |
| 性能諸元 | |
| クラス:  | マーズ級戦列艦 |
| 全長:    | 砲列甲板：176ft（54m） 竜骨：144ft 3in（44.0m）                                                                             |
| 全幅:    | 49ft（15m） |
| 喫水:    | 20ft（6.1m） |
| 機関:    | 帆走（3本マストシップ） |
| 兵装:    | 74門 上砲列：24ポンド（11kg）砲30門 下砲列：32ポンド（15kg）砲28門 後甲板：9ポンド（4kg）砲12門 艦首楼：9ポンド（4kg）砲4門 |

マーズ（HMS Mars）はジョン・ヘンスロー設計のマーズ級74門3等戦列艦。1794年10月25日にデットフォード工廠で進水した。

## 参加海戦
- トラファルガーの海戦
- 第2次コペンハーゲンの海戦